# Los Angeles Film Critics Association Award alla miglior attrice non protagonista
Il Los Angeles Film Critics Association Award alla miglior attrice non protagonista (Los Angeles Film Critics Association Award for Best Supporting Actress) è un premio assegnato annualmente dai membri del Los Angeles Film Critics Association alla migliore attrice non protagonista di una pellicola distribuita negli Stati Uniti nel corso dell'anno.

## Albo d'oro

### Anni 1970
- 1977: Vanessa Redgrave - Giulia (Julia)
- 1978:
  - Maureen Stapleton - Interiors
  - Mona Washbourne - Stevie
- 1979: Meryl Streep - Kramer contro Kramer (Kramer vs. Kramer), Manhattan e La seduzione del potere (The Seduction of Joey Tynan)

### Anni 1980
- 1980: Mary Steenburgen - Una volta ho incontrato un miliardario (Melvin and Howard)
- 1981: Maureen Stapleton - Reds
- 1982: Glenn Close - Il mondo secondo Garp (The World According to Garp)
- 1983: Linda Hunt - Un anno vissuto pericolosamente (The Year of Living Dangerously)
- 1984: Peggy Ashcroft - Passaggio in India (A Passage to India)
- 1985: Anjelica Huston - L'onore dei Prizzi (Prizzi's Honor)
- 1986:
  - Cathy Tyson - Mona Lisa
  - Dianne Wiest - Hannah e le sue sorelle (Hannah and Her Sisters)
- 1987: Olympia Dukakis - Stregata dalla luna (Moonstruck)
- 1988: Geneviève Bujold - Inseparabili (Dead Ringers) e Moderns (The Moderns)
- 1989: Brenda Fricker - Il mio piede sinistro (My Left Foot: The Story of Christy Brown)

### Anni 1990
- 1990: Lorraine Bracco - Quei bravi ragazzi (Goodfellas)
- 1991: Jane Horrocks - Dolce è la vita (Life Is Sweet)
- 1992: Judy Davis - Mariti e mogli (Husbands and Wives)
- 1993:
  - Anna Paquin - Lezioni di piano (The Piano)
  - Rosie Perez - Fearless - Senza paura (Fearless)
- 1994: Dianne Wiest - Pallottole su Broadway (Bullets Over Broadway)
- 1995: Joan Allen - Gli intrighi del potere - Nixon (Nixon)
- 1996: Barbara Hershey - Ritratto di signora (The Portrait of a Lady)
- 1997: Julianne Moore - Boogie Nights - L'altra Hollywood (Boogie Nights)
- 1998: Joan Allen - Pleasantville
- 1999: Chloë Sevigny - Boys Don't Cry

### Anni 2000
- 2000: Frances McDormand - Quasi famosi (Almost Famous) e Wonder Boys
- 2001: Kate Winslet - Iris - Un amore vero (Iris)
- 2002: Edie Falco - La costa del sole (Sunshine State)
- 2003: Shohreh Aghdashloo - La casa di sabbia e nebbia (House of Sand and Fog)
- 2004: Virginia Madsen - Sideways - In viaggio con Jack (Sideways)
- 2005: Catherine Keener - 40 anni vergine (The 40 Year Old Virgin), Truman Capote - A sangue freddo (Capote), La storia di Jack & Rose (The Ballad of Jack and Rose) e The Interpreter
- 2006: Luminița Gheorghiu - La morte del signor Lazarescu (Moartea domnului Lazarescu)
- 2007: Amy Ryan - Gone Baby Gone e Onora il padre e la madre (Before the Devil Knows You're Dead)
- 2008: Penélope Cruz - Lezioni d'amore (Elegy) e Vicky Cristina Barcelona
- 2009: Mo'Nique - Precious

### Anni 2010
- 2010: Jacki Weaver - Animal Kingdom
- 2011: Jessica Chastain - Il debito, The Help, Take Shelter e The Tree of Life
- 2012: Amy Adams - The Master
- 2013: Lupita Nyong'o - 12 anni schiavo (12 Years a Slave)
- 2014: Agata Kulesza - Ida
- 2015: Alicia Vikander - Ex Machina
- 2016: Lily Gladstone - Certain Women
- 2017: Laurie Metcalf - Lady Bird
- 2018: Regina King - Se la strada potesse parlare (If Beale Street Could Talk)[1][2]
- 2019: Jennifer Lopez - Le ragazze di Wall Street - Business Is Business (Hustlers)[3]

### Anni 2020
- 2020: Youn Yuh-jung - Minari[4]
- 2021: Ariana DeBose - West Side Story[5]